# 米尼翁河畔拉格雷沃
米尼翁河畔拉格雷沃（法語：La Grève-sur-Mignon，法語發音：[la ɡʁɛv syʁ miɲɔ̃]）是法国滨海夏朗德省的一个市镇，位于该省北部，属于拉罗谢尔区。

## 地理
米尼翁河畔拉格雷沃（46°15'2"N, 0°45'49"W）面积11.48 平方千米，位于法国新阿基坦大区滨海夏朗德省，该省份为法国西部滨海省份，北起旺代省，西临大西洋，南至吉倫特省，东南接多爾多涅省，东北接德塞夫勒省接壤，东临夏朗德省。
与米尼翁河畔拉格雷沃接壤的市镇（或旧市镇、城区）包括：伯农、库尔松、克朗沙邦、拉莱涅、拉龙德、圣伊莱尔拉帕吕。

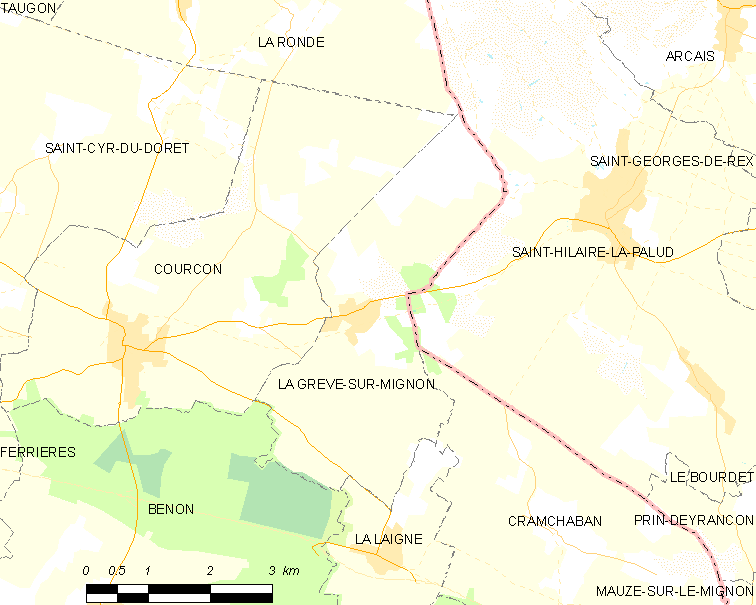
米尼翁河畔拉格雷沃的OSM定位图

米尼翁河畔拉格雷沃的时区为UTC+01:00、UTC+02:00（夏令时）。

## 行政
米尼翁河畔拉格雷沃的邮政编码为17170，INSEE市镇编码为17182。

## 政治
米尼翁河畔拉格雷沃所属的省级选区为马朗县。

## 人口

1962-2008年间米尼翁河畔拉格雷沃人口变化图示

米尼翁河畔拉格雷沃于2022年1月1日时的人口数量为568人。